# آرادو آر ۹۶
آرادو آر ۹۶ (به آلمانی: Arado Ar 96) یک هواگرد تک‌باله تک‌موتوره تک‌سرنشین ساخت شرکت آرادو در آلمان بود که در جریان جنگ جهانی دوم به عنوان هواگرد آموزشی اصلی در لوفت‌وافه خدمت کرد.

## طراحی و توسعه
کار بر روی‌رفته پروژه آر ۹۶ از ماه نوامبر سال ۱۹۳۵ آغاز شد. در نظر بود جایگزین هواگرد آموزشی فوکه-وولف اف‌و ۵۵ شود. آر ۹۶ یک هواگرد تک‌باله بال‌پایین تمام‌فلزی بود. ضخامت صفحات بدنه رو به پشت رفته‌رفته کم می‌شد تا وزن کاهش یابد. بال‌ها شهپرهای هیدرولیکی داشتند. این شهپرها جفت برآافزاهای فرود بودند. تثبیت‌گرهای عمودی دم پوشش فلزی و سکان آن پوشش پارچه‌ای داشت. طبق معمول هواگردهای آرادو، سکان افقی جلوتر از بقیه اجزای دم بود تا خطر چرخش را کاهش دهد. در طرح اولیه، اتاقک قطره‌ای‌شکل خلبان آسمانه‌ای داشت که به راست باز می‌شد. نیرو محرکه هواگرد را یک موتور آرگوس آاس ۱۰سی با توان ۲۴۰ اسب بخار (۱۷۶ کیلووات) خنک‌شونده با هوا با به چرخش درآوردن یک ملخ دو تیغه، تأمین می‌کرد. ارابه فرود متشکل دوپایه خمیده به جلو هر یک با دو فنر لاستیکی و صفحه ترمز آرگوس، بود که از پشت به یک میله حمایتی تکیه داشتند. با جمع شدن ارابه فرود به سمت بیرون درون بال‌ها، مقطع جلویی هواگرد نسبتاً کم‌عرض می‌شد.
با توجه به انتظار استفاده سخت و شدید در امور آموزشی، آرادو هواگرد را به گونه ای طراحی کرد که استحکام زیادی داشته باشد؛ البته این موضوع به مقدار قابل توجهی وزن پروازی را افزایش داد. با این وجود نگهداری بسیار ساده‌ای داشت. مهم‌ترین قطعات آن به سرعت قابل‌تعویض بودند. بال یک‌تکه هواگرد تنها با چهار مفصل توپی به زیر بدنه متصل بود. موتور و پوسته آن با شل کردن اتصلات به راحتی از جای خود در می‌آمدند.
آماده‌سازی ساخت نمونه چوبی ماه مارس سال ۱۹۳۶ صورت گرفت و تا پایان ماه به پایان رسید. جزئیات نهایی طرح ماه آوریل مشخص شد. برنامه تحویل شماره ۴ در ماه نوامبر ساخت هفت پیش‌نمونه را پیش‌بینی می‌کرد. نخستین پیش‌نمونه (فاو-۱)، با شماره کارخانه ۲۰۶۷، پائیز سال ۱۹۳۶ تکمیل شد و ماه فوریه سال ۱۹۳۷ آماده پرواز بود. این هواگرد بهار سال ۱۹۳۷ در نمایش هوایی بروکسل و سپس در ماه اکتبر در میلان به نمایش گذاشته شد. قرار بود فاو-۱ با اعمال تغییرات عمده‌ای از جمله بال‌ها و ارابه فرود جدید، ماه ژانویه سال ۱۹۳۸ به عنوان پیش‌نمونه چهارم (فاو-۴) به مرکز آزمایش پرواز رشلین منتقل شود. بدین شکل، اتاقک فاو-۲/۱ عریض‌تر و آسمانه لولایی پیشین به گونه‌ای باز طراحی شد که قسمت‌های کشویی جلو و عقب آن روی قسمت میانیِ ثابت کشیده می‌شدند. یک میله پشیبانی هم به پشت صندلی خلبان افزوده شد. در سطوح هدایت دُم توازن جرمی جایگزین توازن اهرمی شد. در نهایت بخش پشتی محل اتصال بال به بدنه از منظر آیرودینامیک بهبود یافت. آزمایش‌ها از ماه ژوئن سال ۱۹۳۷ در رشلین آغاز شد. نتایج به اندازه‌ای امیدوار کننده بود که ارنست اودت، رئیس دفتر فنی وزارت هوانوردی رایش، خود شخصاً به کارخانه آرادو رفت و درون اتاقک هواگرد نشست. در ادامه تغییرات، در فاو-۳/۱ ارابه فرود اولیه با نمونه بزرگ‌تر که این بار به داخل جمع می‌شد، جایگزین شد تا منطبق الزامات ایمنی هنگام آموزش باشد. برای باز کردن جا برای ارابه فرود، بخش پیشین ریشه بال جلوتر رفت و لبه پشتی بال جمع‌تر شد.
پیش از آن که آزمایش‌های فاو-۱ تمام شود، ساخت پیش‌نمونه‌های بعدی بر پایه اصلاحات پیشین، آغاز شد. فاو-۲ (ش.ک. ۲۰۶۸) و فاو-۳ (ش.ک. ۲۰۶۹) ماه آوریل سال ۱۹۳۷ آماده پرواز بودند. آزمایش بر فاو-۲ از تابستان سال ۱۹۳۷ انجام گرفت. قرار بر تکمیل آزمایش‌های دو پیش‌نمونه تا ماه فوریه سال ۱۹۳۸ بود. فاو-۳ برای نخستین بار یک ملخ گام‌متغیر قابل تنظیم روی زمین داشت. فاو-۳ تابستان سال ۱۹۳۸ به مرکز آزمایش رشلین منتقل شد و فاو-۴ نیز جهت آزمایش مجدد همراه آن رفت. این آزمایش‌ها تا فصل پائیز به طول انجامید.
آزمایش‌ها نشان داد عملکرد موتور آرگوس آاس ۱۰سی برای وزن پروازی ۱٬۵۰۰ کیلوگرم، بسیار ضعیف است. بدین جهت تصمیم به استفاده از موتور جدید ۹ سیلندر آرگوس آاس ۴۱۰آ با توان ۴۶۵ اسب بخار (۳۴۲ کیلووات) گرفته شد. پیش‌نمونه پنجم (فاو-۵) (ش.ک. ۲۰۷۱) نخستین هواگرد با این موتور بود. این موتور بعداً بر فاو-۳ نیز نصب شد. موتور آرگوس آاس ۴۱۰ مقطع جلویی کمتری داشت و در عوض به صورت طولی کشیده‌تر بود. تفاوت دیگر ورودی عمودی هوا، به جای ورودی عرضی نمونه قبلی، بود. این موتور، علاوه بر گام متغیر بر روی زمین، سرعت ملخ را به صورت خودکار تنظیم می‌کرد. البته، با توجه به این که موتور آاس ۴۱۰ در ابتدا هنوز در تعداد کافی در دسترس نبود، بر مدل آر ۹۶آ، همانند پیش‌نمونه ششم (فاو-۶) (ش.ک. ۲۰۷۲)، همچنان از موتور ضعیف‌تر پیشین نصب شد. فاو-۶ تا ماه سپتامبر سال ۱۹۴۰ در رشلین مستقر بود.

## مدل‌ها

### آر ۹۶آ
مدل آر ۹۶آ-۱ نخستین بار در سال ۱۹۳۸ به پرواز درآمد

### آر ۹۶ب
در مدل آر ۹۶ب-۱ که بر مبنای فاو-۵ پدید آمد، از موتور استاندارد آاس ۴۱۰آ-۱ استفاده شد. وزن پروازی در این مدل به ۱٬۷۵۰ کیلوگرم افزایش یافت که به طبع آن بار بر بال‌ها از ۸۸ کیلوگرم بر متر مربع به ۱۰۲ کیلوگرم بر متر مربع رسید. با این حال حداکثر سرعت از ۲۷۵ کیلومتر به ساعت به ۳۳۰ کیلومتر بر ساعت، برد از از ۹۵۰ کیلومتر به ۹۹۰ کیلومتر و سقف پروازی از ۴٬۹۰۰ متر به ۷٬۱۰۰ متر افزایش پیدا کرد.
مدل آر ۹۶ب-۲ برای آموزش خلبان جنگنده پدید آمد و مجهز دوربین هدف‌گیری، رادیو و مسلسل ام‌گه ۱۷ بود.

## تولید
برنامه تحویل شماره ۹ در ماه آوریل سال ۱۹۳۸، تولید ۲۰ فروند از مدل آر ۹۶آ را در نظر داشت. تولید انبوه آر ۹۶ از بهار سال ۱۹۳۹ آغاز شد. طبق برنامه تحویل شماره ۱۰ در ماه آوریل سال ۱۹۳۹، مجموعاً ۷۷ فروند در کارخانه آرادو در براندنبورگ و ۱۳۱ فروند در شرکت آگه‌اُ می‌بایست تا پایان ماه مارس سال ۱۹۴۰ تولید می‌شد. با این حال از ۵۲۵ بدنه هواگرد تولید شده در کارخانه آرادو در سال ۱۹۳۹ تنها ۲۸ واحد مربوط به آر ۹۶ بودند. بر اساس گزارش سالانه ۱۹۴۰، آرادو روز ۱ ژانویه سال ۱۹۴۰ مجموعاً ۱۵۳ فروند سفارش عقب‌افتاده از آر ۹۶ داشت. با احتساب تولیدات آگه‌اُ، آرادو تا ماه آوریل سال ۱۹۴۰ مجموعاً ۱۶۷ فروند آر ۹۶ تولید کرد. تا پایان ماه ژوئن دو کارخانه ۹۲ فروند دیگر هم تولید کردند. تا این زمان آگه‌اُ بیشتر از آرادو درگیر تولید آر ۹۶ بود؛ چرا که در گزارش فروش سالانه آرادو تا پایان سال ۱۹۴۰، تولید تنها ۷۷ فروند برای سفارش روز ۱ آوریل ثبت شده بود. به هر صورت شرکت آرادو از محل فروش هواگردهای آر ۹۶ مبلغی بالغ بر ۴٫۷ میلیون رایشس‌مارک حاصل کرد.
مدل اصلی تولید آر ۹۶ب بود که سال ۱۹۴۰ سفارش شد. همچنان تعداد بسیار کمی از این هواگردها در کارخانه آرادو تولید می‌شد. آگه‌اُ ماه اوت سال ۱۹۴۰ شروع به تحویل ۵۲ فروند آر ۹۶ب-۱ کرد. شرکت کْلِم نیز سال‌های ۱۹۴۰ و ۱۹۴۱ در تأمین و تولید قطعات یدکی شریک بود. شرکت آویا در پراگ اواخر سال ۱۹۴۰ نخستین گروه از ۴۰ فروند آر ۹۶ را پس از تولید تحویل داد. طبق اسناد تحویل، بین روزهای ۱ ژانویه تا ۳۰ سپتامبر سال ۱۹۴۱ سهم شرکت آرادو از تولیدات فقط ۶۹ فروند بود. این درحالی بود که شرکت‌های آویا و آگه‌اُ تا روز ۱۵ دسامبر سال ۱۹۴۱ مجموعاً ۱٬۰۰۰ فروند تولید کردند. شرکت آویا خود به تنهایی سال ۱۹۴۱ توانست ۳۳۷ فروند و سال بعد ۳۱۶ فروند تولید کند. برنامه شماره ۲۲/۱، تولید ماهانه ۲۵ فروند از این هواگرد را تا ماه مارس سال ۱۹۴۳ پیش‌بینی می‌کرد که تا ماه ژوئن آن سال می‌بایست به ۴۰ فروند در ماه می‌رسید. آویا تا سال ۱۹۴۵ مجموعاً ۱٬۸۲۵ فروند آر ۹۶ تولید کرد. با مشارکت آگه‌اُ در تولید اف‌و ۱۹۰، تولید آر ۹۶ب از ماه آوریل سال ۱۹۴۱ به شرکت‌های دیگری در چک منتقل شد. از ماه دسامبر سال ۱۹۴۳ تا پایان جنگ ۵۵۰ فروند از خط تولید شرکت لتوف در چک خارج شد. شرکت سیپا در پاریس هم ۲۳ فروند تولید کرد.
تولیدات آر ۹۶ بسیار بیشتر از دیگر هواگردهای آموزشی لوفت‌وافه بود. مجموعاً ۲٬۲۷۹ فروند تا ماه دسامبر سال ۱۹۴۴ تحویل لوفت‌وافه شد. مجموع تولیدات احتمالاً بسیار بیشتر و چیزی در حدود ۳٬۰۸۱ فروند بود. برآورد می‌شود از مجموع ۱۱٬۵۴۶ فروند هواگرد آموزشی تولید شده در مدت سال ۱۹۳۹ تا پایان جنگ حدود یک سوم مربوط به آر ۹۶ بوده است.
تولیدات پس از جنگ جهانی دوم، تا سال ۱۹۴۸ در چکسلواکی ادامه داشت.

## تاریخچه عملیاتی
آر ۹۶ به عنوان یک هواگرد چندمنظوره طراحی شد. امکان استفاده از آن برای آموزش، پرواز شبانه، حرکات نمایشی، تیراندازی با دوربین هدف‌گیری خودکار، شناسایی هوایی با انواع دوربین‌ها و انداختن بمب وجود داشت. با این حال، از آر ۹۶ غالبا به برای آموزش خلبان جنگنده استفاده می‌شد. در مواردی هم به عنوان نامه‌بر به کار رفت.
نخستین هواگردهای آر ۹۶ب-۱ زمستان سال ۱۹۳۹–۱۹۴۰ به لوفت‌وافه تحویل شدند.
گفته می‌شود فیلدمارشال روبرت ریتر فون گرایم که در آخرین لحظات حیات آدولف هیتلر از جانب او به فرماندهی کل لوفت‌وافه منصوب شد، به وسیله یک هواگرد آر ۹۶ به همراه همسر خود، هانا رایچ، از محاصره نیروهای ارتش سرخ به خارج از برلین پرواز کرد.

## مشخصات فنی
مدل ب-۲:
مشخصات عمومی
- خدمه: ۲ نفر
- طول: ۹٫۱ متر
- طول بال: ۱۱ متر
- ارتفاع: ۲٫۶ متر
- مساحت بال: ۱۷٫۱ متر مربع
- وزن خالی: ۱۲۹۵ کیلوگرم
- وزن بارگذاری‌شده: ۱۷۰۰ کیلوگرم
- نیرومحرکه: ۱ × موتور پیستونی ۱۲ سیلندر آرگوس آاس ۴۱۰آ-۱ خنک‌شونده با هوا: ۴۶۵ اسب بخار
- ملخ: دو تیغه فلزی با گام متغیر

عملکرد
- حداکثر سرعت: ۳۳۰ کیلومتر بر ساعت در سطح دریا
- پایاسیر: ۲۹۵ کیلومتر بر ساعت
- برد: ۹۹۰ کیلومتر
- سقف پرواز: ۷۱۰۰ متر
- سرعت اوج‌گیری: ۵ متر بر ثانیه، ۴۰۰۰ متری در ۱۰٫۳ دقیقه

تسلیحات
- ۱ × مسلسل ام‌گه ۱۷ با کالیبر ۷٫۹۲ میلی‌متر